# Hagealâc
Hagealâc (etimologie turcă hağilyk) desemna pelerinajul unui creștin la Ierusalim și al unui musulman la Mecca. În literatura română, acest topos a fost exploatat în nuvela Hagi Tudose a lui Barbu Ștefănescu Delavrancea și în comedia Titanic-Vals de Tudor Mușatescu. 